# The Goon Show
The Goon Show var ett brittiskt humorprogram som sändes i BBC Home Service (nuvarande BBC Radio 4) från 1951 till 1960.
Spike Milligan var showens skapare och huvudförfattare. Egendomliga handlingar blandades med bisarr humor, vitsar, återkommande catch phrases och ljudeffekter. Showen var ofta en satir över samtidens Storbritannien med parodier på show business, affärsvärlden, konst, politik, militärväsen, litteratur, film, tv och radio. Den fick ett stort genomslag, inspirerade The Beatles och Monty Python.
Repriser av programmet sänds fortfarande i Australien och på BBC Radio 4 Extra.

## Medlemmar
- Spike Milligan
- Peter Sellers
- Harry Secombe
- Michael Bentine (1951-1953)

## Bakgrund
Milligan och Secombe träffades under andra världskriget när de tjänstgjorde i artilleriet. Efter kriget uppträdde Secombe på teatern Hackney Empire, där de träffade Sellers. Snart anslöt sig Michael Bentine till gruppen. De började kalla sig för 'The Goons', efter rollfiguren Alice the Goon i serien Karl-Alfred, och spelade in sina pubträffar på band. BBC-producenten Pat Dixon fick höra ett av banden, blev intresserad och fick BBC att skriva ett kontrakt med dem.

## Produktion
I maj 1951 sändes det första avsnittet av Crazy People. Lyssnarsiffrorna steg från 370 000 till nästan två miljoner för det sista avsnittet i säsongen. Gruppen fick förnyat kontrakt.
Från och med andra säsongen hette programmet The Goon Show. Efter andra säsongen lämnade Michael Bentine programmet för egna projekt.
Från och med tredje säsongen fick avsnitten egna titlar. Istället för att utgöra fristående sketcher fick varje avsnitt en sammanhängande handling. Vid samma tid hade rollbesättningen i stort sett fått sin slutgiltiga utformning.

## Rollfigurer
Rollerna utgjordes till stor del av återkommande figurer.
- Neddie Seagoon (Secombe), huvudperson
- Eccles (Milligan)
- Scouten Bluebottle (Sellers)
- Henry Crun (Sellers)
- Minnie Bannister (Milligan)
- Hercules Grytpype-Thynne (Sellers)
- Jim Moriarty (Milligan)
- Major Denis Bloodnok (Sellers)

Flera av dem hade återkommande catchphrases som snabbt blev välkända.
- "He's fallen in the water!" (Little Jim)
- "You dirty, rotten swine, you! You have deaded me!" (Bluebottle, som dör i slutet av varje avsnitt)
- "You can't get the wood, you know." (Henry, Minnie)
- "You silly, twisted boy, you." (Grytpype-Thynne)
- "You can't park 'ere, mate" (Willium) -- Milligan syftar på BBC:s pompösa övervakare

Varje avsnitt var uppdelat i tre akter med två musikaliska mellanspel, som regel utförda av Max Geldray (munspel) och Ray Ellington.
Programmet sändes i 10 säsonger. Därtill kommer några Vintage Goons, nyinspelningar av avsnitt som gått förlorade.
De första säsongerna arkiverades inte. En del avsnitt finns bevarade som privata inspelningar, andra som kopior som skickades till radiostationer utomlands (BBC Transcription Services).

## Filmografi
Följande filmer är ett resultat av Goon-samarbetet:
- Let's Go Crazy (1951) (kortfilm)
- Penny Points to Paradise (1951)
- Down Among the Z Men (1952) (med Bentine)
- The Case of the Mukkinese Battle Horn (1956) (kortfilm)
- The Running Jumping & Standing Still Film (1959) (kortfilm)

## Diskografi i urval
The Goons spelade in flera skivor och hade även en del hits, nedan ett urval:
- "Bloodnok's Rock and Roll Call" / "The Ying Tong Song" (1956)
- "I'm Walking Backwards for Christmas" (1956)
- "A Russian Love Song" (Decca, 1957)
- The Best Of The Goon Shows (Parlophone, 1959)
- Bridge on the River Wye (Parlophone, 1962)
- How to Win an Election (or Not Lose by Much) (1964)
- Goon ... But Not Forgotten (Parlophone, 1967)
- Goon Again (Parlophone, 1968)
- "The Raspberry Song" (Decca, 1978)